# Jackson, Mississippi

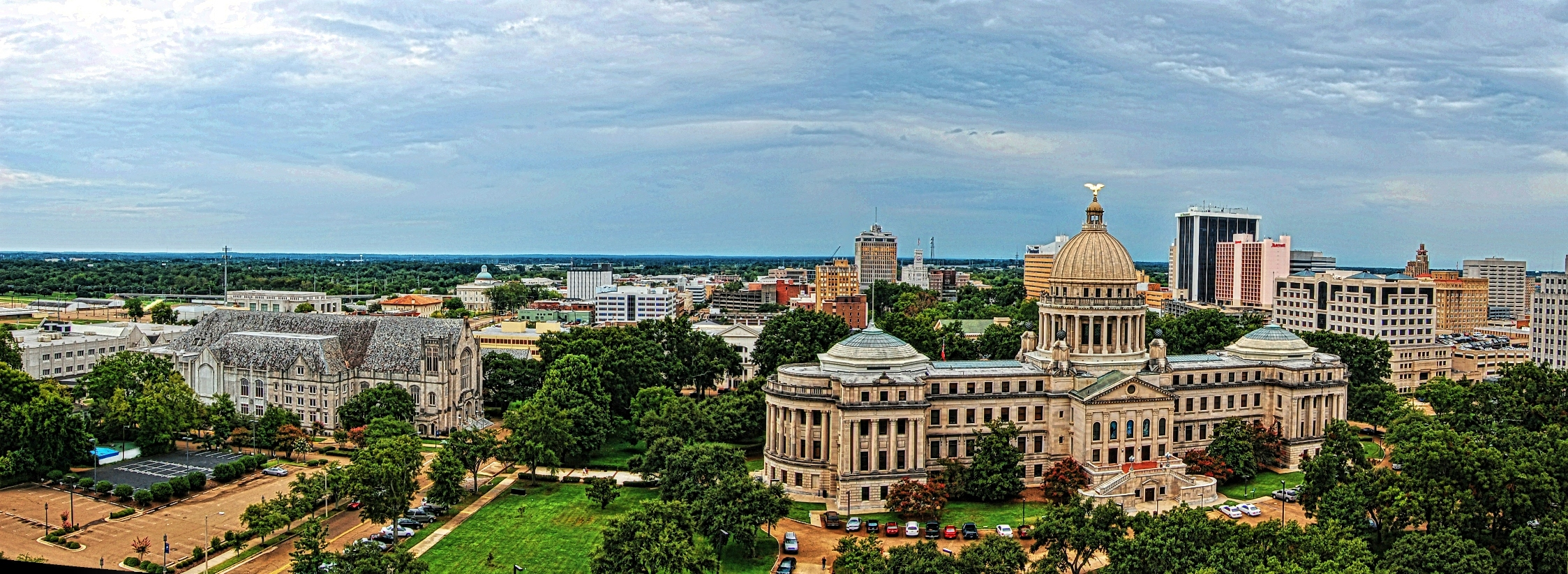

Jackson, hay Jackson City, là thành phố thủ phủ tiểu bang Mississippi, Hoa Kỳ. Thành phố có diện tích 276,7 km², dân số theo cuộc điều tra năm 2000 của Cục Thống kê Dân số Hoa Kỳ là 184.256 người. Thành phố được đặt tên theo tên của Andrew Jackson, một vị đại tướng nổi tiếng với chiến thắng trong trận New Orleans năm 1815, người sau này trở thành tổng thống thứ bảy của Hoa Kỳ.